# 金山町路線バス

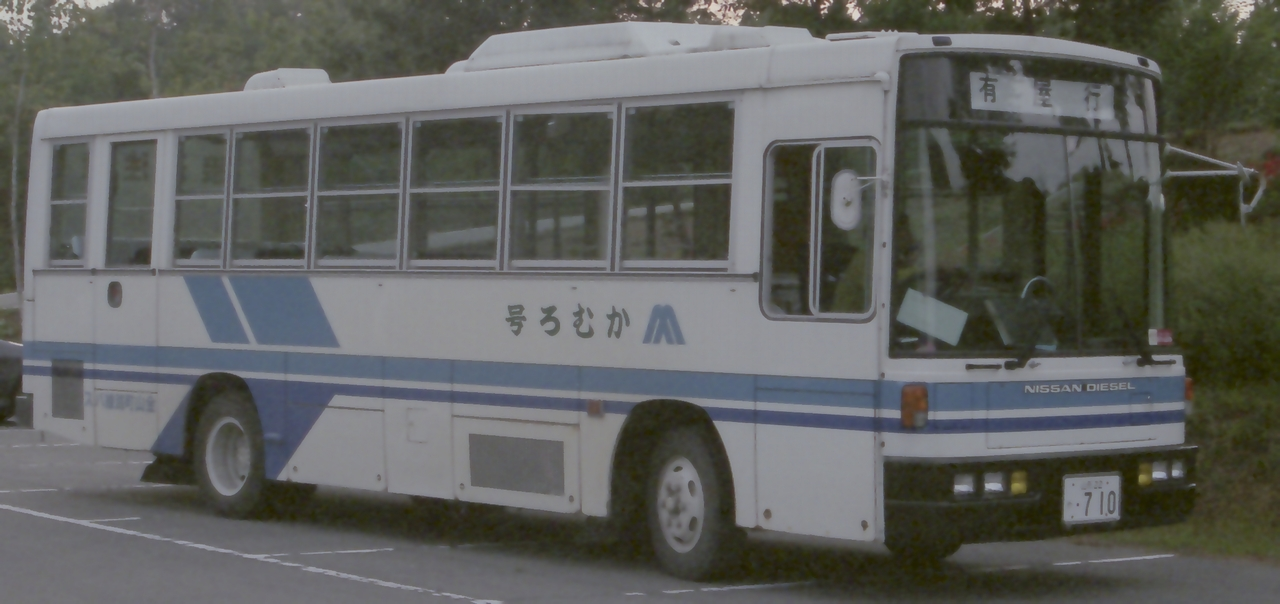
町営バスの車両（1996年当時）

金山町営バス（かねやまちょうえいバス）は、山形県最上郡金山町が運行するコミュニティバス（自治体バス）である。
運行形態は、自家用自動車（白ナンバー車）による有償運送である。

## 概要
- 運賃は200円均一、中学生・身障者は100円、小学生以下は無料。回数券（11枚綴りで10回分の値段）もある。
- 有屋方面は無休だが、中田方面は日曜・祝日運休、西郷方面、東郷方面は土曜・日曜・祝日運休。

## 沿革
- 1983年4月 - 町営バス金山 - 中田線運行開始。
- 1985年4月 - 町営バス金山 - 有屋線運行開始。

## 路線
2008年4月1日時点で以下の路線がある。※2008年4月1日時点で括弧内は一部便のみ経由
有屋方面
- みすぎ荘前 - 健康センター前 - 役場前 - 宮 - 田尻／地境 - 柳原 - グリーンバレー神室 - 入有屋 - 地境 - （有屋小学校前） - 宮 - 役場前 - 健康センター前 - みすぎ荘前

中田方面
- 健康センター前 - 羽場 - 飛森 - 日当 - 小蝉 - 下中田 - 杉沢 - （上杉沢 - 杉沢） - 下中田 - 外沢
- 健康センター前 - 羽場 - 朴山 - 長野公民館前 - 堂坂口 - 春木 - 小蝉 - 下中田 - 杉沢 - 外沢

東郷方面
- 中央公民館前 - 健康センター前 - 下野明 - 片貝 - 楢台 - 安沢 - 焼山 - 田茂沢 - 一の倉 - 上蒲沢 - 一の倉 - （田茂沢） - 中央公民館前 - 健康センター前
- 中央公民館前 - 安沢 - 楢台 - 片貝 - 下野明 - 健康センター前 - 中央公民館前

西郷方面
- 中央公民館前 - 凝山 - 平岡口 - 朴山野 - 朴山 - 朴山分校前 - 長野公民館前 - 堂坂口 - 春木
- 健康センター前 - 羽場 - 朴山 - 朴山野 - 板橋野 - 長野公民館前 - 堂坂口 - 春木
- 中央公民館前 - 凝山 - 平岡口 - 朴山野 - 朴山公民館前 - 健康センター前 - 中央公民館前
  - この他にも上記の経路を足して2で割ったような経路のダイヤが存在し、複雑である。